# 2002年ソルトレークシティオリンピックのノルウェー選手団
2002年ソルトレークシティオリンピックのノルウェー選手団（2002ねんソルトレークシティオリンピックのノルウェーせんしゅだん）は、2002年2月8日から2月24日までアメリカ合衆国のソルトレイクシティで開催された2002年ソルトレークシティオリンピックのノルウェー選手団、およびその競技結果。

## 概要
今大会は、金メダルは13個、銀メダル5個、銅メダル7個、合計25個のメダルを獲得した。
バイアスロンでは、オーレ・アイナル・ビョルンダーレンが男子10kmスプリント、男子12.5kmパシュート、男子20km個人、男子4×7.5kmリレーで金メダルを獲得し、4冠を達成した。

## メダル
| メダル | 選手名 | 競技                   | 種目                 |
| ------ | --- | ---------------------- | -------------------- |
| 金     | チェーティル・アンドレ・オーモット                                                                                   | アルペンスキー         | 男子スーパー大回転   |
| 金     | チェーティル・アンドレ・オーモット                                                                                   | アルペンスキー         | 男子複合             |
| 金     | トール・アルネ・ヘトラン                                                                                             | クロスカントリースキー | 男子スプリント       |
| 金     | トーマス・アルスゴール                                                                                               | クロスカントリースキー | 男子20km複合         |
| 金     | フローデ・エスティル                                                                                                 | クロスカントリースキー | 男子20km複合         |
| 金     | トーマス・アルスゴール アンデルス・オークラン フローデ・エスティル クリステン・シェルダル                            | クロスカントリースキー | 男子4×10kmリレー     |
| 金     | ベンテ・スカリ | クロスカントリースキー | 女子10kmクラシカル   |
| 金     | オーレ・アイナル・ビョルンダーレン                                                                                   | バイアスロン           | 男子10kmスプリント   |
| 金     | オーレ・アイナル・ビョルンダーレン                                                                                   | バイアスロン           | 男子12.5kmパシュート |
| 金     | オーレ・アイナル・ビョルンダーレン                                                                                   | バイアスロン           | 男子20km個人         |
| 金     | フローデ・アンドレセン オーレ・アイナル・ビョルンダーレン エギル・シェラン ハルバール・ハーネボル                    | バイアスロン           | 男子4×7.5kmリレー    |
| 金     | ポール・トルルセン ラーシュ・ボーベルグ フレミング・ダバンゲル ベント・オーヌン・ラムスフィエル トルゲル・ネルゴール | カーリング             | 男子                 |
| 金     | カーリ・トロー | フリースタイルスキー   | 女子モーグル         |
| 銀     | ラッセ・チュース | アルペンスキー         | 男子滑降             |
| 銀     | フローデ・エスティル                                                                                                 | クロスカントリースキー | 男子15kmクラシカル   |
| 銀     | マリット・ビョルゲン ベンテ・スカリ ヒルデ・ペデルセン アニタ・モーエン                                              | クロスカントリースキー | 女子4×5kmリレー      |
| 銀     | リブ・グレテ・ポワレ                                                                                                 | バイアスロン           | 女子15km個人         |
| 銀     | アン＝エレン・シェルブレイ リンダ・グルッペン グン・マルギット・アンドレアセン リブ・グレテ・ポワレ                  | バイアスロン           | 女子4×7.5kmリレー    |
| 銅     | ラッセ・チュース | アルペンスキー         | 男子大回転           |
| 銅     | クリステン・シェルダル                                                                                               | クロスカントリースキー | 男子30kmフリー       |
| 銅     | オッド＝ビョルン・イエルメセト                                                                                       | クロスカントリースキー | 男子50kmクラシカル   |
| 銅     | アニタ・モーエン | クロスカントリースキー | 女子スプリント       |
| 銅     | ベンテ・スカリ | クロスカントリースキー | 女子30kmクラシカル   |
| 銅     | オドネ・センデロール                                                                                                 | スピードスケート       | 男子1500m            |
| 銅     | ラッセ・サトレ | スピードスケート       | 男子10000m           |